# 20-й окремий стрілецький батальйон (Україна)
20-й окремий стрілецький батальйон (20 ОСБ, в/ч А7104) — українське військове формування у складі оперативного командування «Північ».

## Історія
20 окремий стрілецький батальйон — бойовий шлях нескорених.
20 окремий стрілецький батальйон був сформований у перші дні повномасштабної війни, навесні 2022 року, на базі Черкаського обласного територіального центру комплектування та соціальної підтримки. З перших днів свого існування батальйон став до бойових дій, одразу потрапивши у вир запеклого протистояння з російськими загарбниками.
Перші кроки – оборона Черкащини
Початковим місцем дислокації підрозділу стали Черкаси. Тут батальйон пройшов первинне злагодження та отримав бойове хрещення в умовах загальної мобілізації.
Донецьк – пекло Бахмута і Сєвєродонецька
Згодом батальйон вирушив на схід, де взяв участь у найжорсткіших боях на Луганщині. У Бахмуті, Воєводівці, Сєвєродонецьку, Сиротиному та Лисичанську особовий склад стримував штурми ворога, ведучи вуличні бої та організовуючи евакуацію цивільного населення.
Важкі бої під Благодатним і Золотарівкою
Наступним етапом бойового шляху стали райони Благодатного, Білогорівки та Золотарівки. Тут батальйон діяв у складі механізованих бригад, утримуючи стратегічні висоти, переправи та стримуючи наступи противника на важливих напрямках. 
Харківщина – щит на північно-східному рубежі
Особливо тривалим і виснажливим був період бойових дій у Харківській області. Батальйон утримував лінії оборони в населених пунктах:
• Кінне, Картамиш, Левківка, Іванівка, Дмитрівка, Протопопівка, Бурлук, Базалівка, Мартове, Зелений Гай, Нижній Бурлук, Рубіжне, Перемога, Огірцеве, Петропавлівка, Лиман Перший, Богданівське,  Дворічна, Гороб’ївка, Гряниківка, Садовод, Андріївка, Водяне, Синьківка, Калинове, Вільшана, Благодатівка, Куп’янськ, Леб’яже, Соболівка, Садове, Масютівка, Степова, Новоселівка.
У цих селах і містечках батальйон вів позиційні бої, здійснював маневрену оборону, проводив розвідку, утримував рубежі під постійними артилерійськими обстрілами та авіаударами. 
Спротив під Куп’янськом
Восени 2023 року 20 ОСБ був задіяний у складі тактичної групи «Куп’янськ» та обороняв напрямок Шийківка – Копанки – Першотравневе – Борова. Згодом розгорнувся у глиб оборони разом із бригадами на позиціях у районах Райгородки, Сергіївки, Новоєгорівки, Троїцького.
Залізна витривалість, сталеве братерство
За час існування батальйон неодноразово змінював оперативне підпорядкування, виконуючи накази командування різних бригад та оперативно-тактичних угруповань. Незалежно від місця чи командного складу, особовий склад демонстрував незламність, дисципліну й героїзм, гідний найвищої військової пошани.
Сьогодні 20 окремий стрілецький батальйон — це бойовий колектив із загартованим характером, досвідом передової та готовністю йти до кінця заради перемоги України.

## Структура
- управління (штаб) батальйону
- 3 стрілецькі роти
- рота бпак
- мінометна батарея
- кулеметний взвод
- зенітно-ракетний взвод
- розвідувальний взвод
- танковий взвод
- інженерно саперний взвод
- протитанковий взвод
- взвод технічного забезпечення
- взвод матеріального забезпечення
- відділення снайперів
- польовий вузол зв'язку
- контрольно-технічний пункт
- медичний пункт
- клуб

- чисельність батальйон
- техніка: автомобільна, легко броньована, броньована

## Командування
(з лютого 2022 р. - по червень 2022 р.) полковник РАДЧЕНКО Микола Петрович
(з червня 2022 р. - по травень 2023 р.) підполковник ГАСПАРЯН Сергій Сергійович
(з серпня 2023 р. - по травень 2024 р.) підполковник ЧУМАК Олексій Сергійович
(з червня 2024 р. - по березень 2025 р.) підполковник КАЛЕНИК Василь Вікторович
(з березня 2025 р. - до тепер ..) капітан ШАВРОВ Данііл Віталійович

## Герої 20 окремого стрілецького батальйону
Підполковник Сергій Сергійович Гаспарян, командир 20 окремого стрілецького батальйону, удостоєний ордену Богдана Хмельницького І ступеня. Під його керівництвом підрозділ пройшов через найважчі напрямки фронту, зберігаючи бойову ефективність, честь і стійкість. Його рішучість, стратегічне мислення та людяність стали запорукою злагодженої роботи всього батальйону.
Капітан Геннадій Аркадійович Міхель, заступник командира батальйону з тилу, посмертно нагороджений орденом Данила Галицького. Він самовіддано організовував забезпечення бойових дій, дбав про життєво важливі тилові процеси, часто ризикуючи нарівні з тими, хто перебував на передовій. Його жертовність стала прикладом справжнього офіцерського служіння.
Лейтенант Олександр Петрович Король, командир 2 стрілецького взводу 1 стрілецької роти, посмертно нагороджений орденом Богдана Хмельницького ІІІ ступеня. Його мужність і командирська відвага назавжди залишаться в пам’яті його бійців. Він вів своїх підлеглих уперед навіть у найнебезпечніших ситуаціях, до останнього залишаючись в строю.
Молодший лейтенант Дмитро Валентинович Фелоненко, командир 1 стрілецького взводу 2 стрілецької роти, відзначений орденом Богдана Хмельницького ІІІ ступеня. Його виважене командування, вміння приймати рішення під вогнем і дбати про людей стало запорукою виживання та успішного виконання бойових завдань.
Молодший сержант Олександр Вікторович Розломенко нагороджений відзнакою Президента України «За оборону України». Його служба стала прикладом для побратимів. Він виконував поставлені завдання з максимальною самовіддачею, не шкодуючи сил заради спільної перемоги.
Молодший сержант Василь Анатолійович Качаненко  відзначений відзнакою Президента України «За оборону України». У складних умовах фронту він зберігав спокій, рішучість і вірність бойовому братству, завжди був готовий прийти на допомогу.
Молодший сержант Валерій Деменев, позивний Демон, загинув 24 червня 2023 року під час виконання бойового завдання в районі села Лиман Перший на Харківщині. Внаслідок вибуху воїн отримав смертельні поранення. Йому було 27 років. За особисту мужність і героїзм, виявлені у захисті України, Валерію Анатолійовичу Деменеву посмертно присвоєно звання Героя України з удостоєнням ордена “Золота Зірка”.
Солдат Роман Олександрович Внуков, кухар взводу матеріально-технічного забезпечення, посмертно нагороджений орденом «За мужність» ІІІ ступеня. Він загинув під час виконання військового  завдання, довівши, що героїзм проявляється не залежно від посади та звання .